# Педру I
Пе́дру І (порт. Pedro I; 8 квітня 1320 — 18 січня 1367) — король Португалії (1357—1367). Представник португальської Бургундської династії. Син португальського короля Афонсу IV і кастильської інфанти Беатриси. Продовжував політику попередника по зміцненню королівської влади. Відомий історією свого кохання до кастильської дами Інес де Кастро, з якою таємно одружився після смерті дружини (1345). За наказом батька-короля Афонсу IV, який побоювався посилення впливу Кастилії, її вбили. Після того, як Педру став королем, він домігся видачі з Кастилії вбивць Інес та жорстоко покарав їх. Король оприлюднив свій шлюб з Інес і наказав ексгумувати її тіло, одягти її у королівські одежі, помістити на трон і надавати їй королівські почесті. Після цього Інес поховали у розкішному саркофазі, де після смерті упокоївся і сам король. Також — Петро, Педро. Прізвиська — Справедли́вий (порт. o Justo), Жорсто́кий (порт. o Cruel).

## Імена
- Пе́дру I (порт. Pedro I) — у португальських джерелах.
- Пе́дру Афо́нсу, або Ді́ніш Афо́нсович  (порт. Pedro Afonso) — по-батькові.
- Пе́дру I Бургу́ндський (порт. Pedro I de Borgonha) — за назвою династії.
- Пе́дру Жорсто́кий (порт. Pedro, o Cruel) — за прізвиськом, за жорстоку помсту вбивцям своєї коханки Інес.
- Пе́дру I Португа́льський (порт. Pedro I de Portugal) — за назвою країни.
- Пе́дру Справедли́вий (порт. Pedro, o Justo) — за прізвиськом.
- Петро́ I (лат. Petrus I) — у латинських джерелах.
- Пе́дро I (ісп. Pedro I) — у кастильських, іспанських джерелах.

## Біографія
6 лютого 1336 року в Еворі, в монастирі святого Франциска, Педру заочно заручився із Констансою, донькою вільєнського князя Хуана. 24 серпня 1339 року в Лісабоні відбулася офіційна шлюбна церемонія. Педру дарував Констансі сеньйорії Аленкера, Візеу і Монтемора-у-Нову. Вона народила спадкоємця Фернанду, майбутнього португальського короля.
У почті Констанси була служниця Інес де Кастро, яка зачарувала Педру. Він почав зраджувати дружині з Інес, що викликало негативну реакцію батька. Після смерті Констанси в 1345 році, інфант потайки одружився з коханкою, а 1354 року став жити разом із нею відкрито. Інес дуже не любили при португальському дворі, вбачаючи в ній агента кастильського впливу. 7 січня 1355 року, за відсутності Педру, рішенням короля Афонсу IV та членів Королівської ради Інес стратили в Коїмбрі. Це зруйнувало стосунки між батьком і сином, спричинивши міжусобну війну. Протистояння зупинили на прохання королеви Беатриси та усіх станів Португалії.
В 1357 році він проголосив свою кохану Інес де Кастро королевою, попри те, що вона померла за 2 роки до цього, в 1355 році. Її тіло було ексгумоване для коронації.
Король дістав тіло Інес з домовини, коронував його і одягнув в розкішні шати. Всадовивши покійницю на троні, він змусив усіх придворних краю цілувати поли її одягу (за іншими версіями — руку) та присягати на вірність як новій королеві, виказуючи Інес ту шану, якої вона не зазнала за життя. Зробив він це не лише для того, щоб вшанувати пам'ять про Інес, але й щоб легітимізувати своїх дітей від неї, як претендентів на португальський трон і спадкоємців престолу. Визнання її законною королевою Португалії, а не просто коханкою Педру І робило їхній дітей не бастардами Педро, а законними інфантами.
1361 року Педру виманив обманом, під обіцянки недоторканності, убивць свої дружини — Перу Коелю та Діогу Пашеку. Король арештував їх у дворі й піддав привселюдним тортурам — вирвав живцем їхні серця на знак їхнього жорстокосердя.
19 березня 1361 року Педру І легітимізував королівським указом своїх дітей від Інес — Беатріш, Жуана і Дініша.

## Родина
1 Дружина — Констанса (1317—1345), донька вільєнського князя Хуана
Діти:
- Марія (1342—1375) — португальська інфанта; ∞ Фернандо, арагонський інфант.
- Луїш (1344) — португальський інфант; помер у дитинстві.
- Фернанду I (1345—1383), король Португалії (1367—1383)

2 Дружина — Інес де Кастро
Діти:
- Афонсу (?—?) — португальський інфант; помер у дитинстві.
- Беатріш (1347—1381) — португальська інфанта; ∞ Саншу Афонсо, албуркеркський граф.
- Жуан (1349—1396), герцог Валенсійський (1386—1396)
- Дініш (1354—1403), сеньйор Сіфуентеський (1372—1403)

Коханка — Тереза Лоренсу, галісійська шляхтянка
- Бастард: Жуан I (1357—1433), король Португалії (1385—1433)